# حملة فرابوو سوبيانتو الرئاسية 2019

شعار حملة فرابوو سوبيانتو.

حملة فرابوو سوبيانتو الرئاسية كانت هذه ثاني محاولة رئاسية لفرابوو سوبيانتو بعد خسارته أمام جوكو ويدودو في الانتخابات الرئاسية الإندونيسية 2014. كان رفيقه في الانتخابات رجل أعمال ونائب حاكم جاكرتا السابق ساندياغا أونو.
بدعم من تحالف من خمسة أحزاب سياسية تمثل 40 بالمائة من المقاعد في مجلس ممثلي الشعب، حصل برابو على أول موافقة رسمية من حزبه حزب حركة إندونيسيا العظيمة في أبريل 2018 مع ضمان دعم الأحزاب الأخرى في أغسطس 2018. بعد إحصاء سريع وإحصاء رسمي أشار إلى احتمال فوز جوكوي، أعلن برابو أنه سيرفض النتائج مصرًا على أنه كان هناك تزوير مفرط.

## الخلافات
خلال حملته الانتخابية اتهم برابو بنشر التشاؤم وممارسة إستراتيجية حملة دونالد ترامب لعام 2016 لتسليط الضوء على التباين الاقتصادي. في خطاب ألقاه في أكتوبر 2018 قال برابو إنه يريد «جعل إندونيسيا عظيمة مرة أخرى»، مثل شعار حملة ترامب لعام 2016. تم استخدام الشعار أيضًا من قبل أحد أنصاره البارزين فضلي زون في عام 2017. اتهم برابو وسائل الإعلام «بالتلاعب» بأرقام الحضور في 212 «المجاهدين» الكبرى ريونيون في 2 ديسمبر 2018. ألقى برابو كلمة أمام التجمع حيث صرخ المشاركون باسمه مع التكبير.
في خطاب حملته الانتخابية في سورابايا اتهم جوكوي فريق حملة باربو بنشر دعاية كراهية بمساعدة مستشارين أجانب، مشيراً إلى «الدعاية الروسية» ونموذج «فوهة النار من الباطل». نفى سفير روسيا لدى إندونيسيا لودميلا فوروبييفا أن تتدخل روسيا في الشؤون الداخلية للدول الأخرى.
تربط برابو علاقات وثيقة مع المسلمين الأساسيين، مثل محمد رزق شهاب من الجبهة الدفاعية الإسلامية. رزق الذي كان مختبئاً في مكة المكرمة شن حملة مستمرة ضد جوكووي وبرابو. وعد برابوو أيضًا بإعادة رزق إلى الوطن في حال انتخابه. عند سؤاله عن دعم الجبهة الدفاعية الإسلامية، قال شقيق برابو إنهم كانوا من قبل يريدون دعم برابوو.